# Anomalinella
Anomalinella es un género de foraminífero bentónico de la subfamilia Anomalinellinae, de la familia Almaenidae, de la superfamilia Nonionoidea, del suborden Rotaliina y del orden Rotaliida. Su especie tipo es Truncatulina rostrata. Su rango cronoestratigráfico abarca desde el Ypresiense (Eoceno inferior) hasta la Actualidad.

## Clasificación
Anomalinella incluye a las siguientes especies:
- Anomalinella kutchensis
- Anomalinella motaberensis
- Anomalinella rostrata
- Anomalinella sureshi

En Anomalinella se ha considerado el siguiente subgénero:
- Anomalinella (Praeanomalinella), también considerado como género Praeanomalinella y aceptado como género Anomalinella